# Alain Courte
Alain Courte, né le 9 février 1968 à Montauban, est un gymnaste aérobic français.

## Carrière sportive
Sportif de haut niveau en aérobic artistique et en aérobic sportive (FFG) de 1992 à 1997, il est champion de France et d'Europe de 1993 à 1997.
Il remporte aux Championnats du monde de gymnastique aérobic 1995 à Paris la médaille d'argent en solo masculin ainsi que la médaille d'argent aux Mondiaux d'aérobic artistique en 1997. Il entraîne l'équipe de France d'aérobic artistique de 1999 à 2000.

## Carrière professionnelle
Depuis 1995 - Prof de Fitness et Coach particulier
2005 - 2019 Formateur au DEUST des Métiers de la forme – Université Paul Sabatier – Toulouse
DEPUIS 2009 - Formateur / Master Trainer Bigdance France (Danses sportives – fitness)
Depuis 2018 - Formateur Ballroom Dance Fitness (Danses sportives – fitness)
2017 - 2023 - Formateur au BPJEPS-AF STEAM FORMATIONS - Castelsarrasin

## Récapitulatif de carrière professionnelle.
Depuis 1995 - Prof de Fitness et Coach particulier
2005 - 2019 Formateur au DEUST des Métiers de la forme – Université Paul Sabatier – Toulouse
2009 - 2018 Formateur / Master Trainer Bigdance France (Danses sportives – fitness)
Depuis 2018 - Formateur Ballroom Dance Fitness (Danses sportives – fitness)
2017 - 2023 Formateur au BPJEPS-AF STEAM FORMATIONS - Castelsarrasin

## Ancien sportif de haut niveau
FFG : Fédération Française de Gymnastique.
FIG : Fédération Internationale de Gymnastique.
FISAF : Fédération Internationale de Sport Aérobic et Fitness.
1997
CHAMPION DE FRANCE solo homme ( PARIS )
CHAMPION D'EUROPE ( BUDAPEST - HONGRIE )
VICE CHAMPION DU MONDE ( SYDNEY - AUSTRALIE )
1996
CHAMPION DE FRANCE solo homme ( SALON DE PROVENCE )
MEDAILLE DE BRONZE AU CHAMPIONNAT D'EUROPE ( HELSINKI - FIN )
4 ème au CHAMPIONNAT DU MONDE ( GENE - ITALIE )
CHAMPION DE FRANCE FFG en couple avec Chloé MAIGRE ( PARIS )
6 ème au CHAMPIONNAT DU MONDE FIG ( LA HAYE - HOLLANDE )
1995
CHAMPION DE FRANCE solo homme ( MONTPELLIER )
VICE CHAMPION D'EUROPE ( PRAGUE - CZE )
6 ème au CHAMPIONNAT DU MONDE ( SAN DIEGO - USA )
VICE CHAMPION DU MONDE FFG ( PARIS )
1994
CHAMPION DE FRANCE solo homme ( PARIS)
4 ème au CHAMPIONNAT D'EUROPE ( BONN - ALLEMAGNE )
10 ème au CHAMPIONNAT DU MONDE ( LAS VEGAS )
1993
CHAMPION DE FRANCE solo homme ( PARIS )
CHAMPION D'EUROPE solo homme ( BIRMINGHAM - GB)
10 ème au CHAMPIONNAT DU MONDE ( NEW ORLEANS - USA )
1992
VICE CHAMPION DE FRANCE solo homme ( PARIS)
Il est formateur au CREPS de Toulouse de 1996 à 2000, au SPRF CREPS de Talence de 1997 à 1998, au DEUST des Métiers de la forme de l'Université Paul Sabatier Toulouse depuis 2000, de Bigdance France (Danses sportives – fitness) depuis 2009 et formateur BPJEPS AF à la S-TEAM FORMATION Castelsarrasin depuis 2017.